# Labradorsko morje
Labradorsko morje (angleško Labrador Sea, francosko Mer du Labrador, dansko Labradorhavet) je robno morje Atlantskega oceana, ki leži na njegovem severu med kanadskim polotokom Labrador na jugozahodu in Grenlandijo na severovzhodu. Razprostira se na površini približno 841.000 km². Povprečna globina znaša 1898 metrov, največja pa 4316 metrov.
Labradorsko morje je večinoma obdano s kontinentalnimi policami, le na jugovzhodu meji na glavni del Atlantskega oceana. Na severu meji na Davisov preliv, ki ga povezuje z Baffinovim zalivom, na zahodu pa na Hudsonov preliv, ki leži med Labradorjem in Baffinovim otokom ter povezuje Labradorsko morje s Hudsonovim zalivom. Na vzhodu pri skrajni južni točki Grenlandije na rtu Farvel meji na Irmingerjevo morje. Južno od rta Farvel je odprto morje na severu Atlantskega oceana.